# Sharm el-Sheikh
Sharm el-Sheik er en egyptisk by på sydspidsen af Sinai-halvøen.
Sharm el-Sheik har udviklet sig fra at være et lille fiskerleje på spidsen af det golde Sinai til at blive en af Egyptens største turistbyer, men efter revolutionen i 2011 og terrorangrebet i 2015 (flystyrtet) er der kommet langt færre turister – officielt 45% færre turister, mens nogen mener, at det er 80%.

## Undervandsattraktioner
I havet ca. 20 km. syd og sydvest for Sharm el Sheik ligger Ras Mohammed, der er en marin nationalpark med mange rev. 
Længere væk findes vraget af det engelske fragtskib Thistlegorm, der blev sænket under 2. verdenskrig. Dette betragtes som et af de bedste vragdyk i verden.
Mod øst finder man en række andre dykkersteder i Tiranstrædet, hvor Aqababugten ender.

## Klima
| Vejr for Sharm el-Sheikh        | Vejr for Sharm el-Sheikh | Vejr for Sharm el-Sheikh | Vejr for Sharm el-Sheikh | Vejr for Sharm el-Sheikh | Vejr for Sharm el-Sheikh | Vejr for Sharm el-Sheikh | Vejr for Sharm el-Sheikh | Vejr for Sharm el-Sheikh | Vejr for Sharm el-Sheikh | Vejr for Sharm el-Sheikh | Vejr for Sharm el-Sheikh | Vejr for Sharm el-Sheikh | Vejr for Sharm el-Sheikh |
|                                 | Jan                      | Feb                      | Mar                      | Apr                      | Maj                      | Jun                      | Jul                      | Aug                      | Sep                      | Okt                      | Nov                      | Dec                      | År                       |
| ------------------------------- | ------------------------ | ------------------------ | ------------------------ | ------------------------ | ------------------------ | ------------------------ | ------------------------ | ------------------------ | ------------------------ | ------------------------ | ------------------------ | ------------------------ | ------------------------ |
| Gennemsnitlig maks °C           | 21,7                     | 22,4                     | 25,1                     | 29,8                     | 33,9                     | 37                       | 37,5                     | 37,5                     | 35,4                     | 31,5                     | 27                       | 23,2                     | 30,2                     |
| Gennemsnitlig min °C            | 13,3                     | 13,7                     | 16,1                     | 20,1                     | 23,8                     | 26,5                     | 26,7                     | 28                       | 26,5                     | 23,4                     | 18,9                     | 15                       | 21                       |
| Gennemsnitlig nedbør mm         | 1                        | 0                        | 1                        | 0                        | 1                        | 0                        | 0                        | 0                        | 0                        | 1                        | 3                        | 1                        | 8                        |
| Kilde (20. april 2017): TurVejr |                          |                          |                          |                          |                          |                          |                          |                          |                          |                          |                          |                          |                          |